# Əlikənd (Ucar)
Əlikənd è un comune dell'Azerbaigian situato nel distretto di Ucar. Conta una popolazione di 821 abitanti.